# Úlcera corneal
Una úlcera corneal és una afecció inflamatòria o, més greument, infecciosa de la còrnia que implica la ruptura de la seva capa epitelial amb implicació de l'estroma. És un trastorn comú en humans, especialment als tròpics i a l'agricultura. Als països en desenvolupament, els nens afectats per deficiència de vitamina A tenen un alt risc d'úlcera corneal i poden quedar cecs als dos ulls. En oftalmologia, una úlcera corneal sol referir-se a tenir-hi una infecció, mentre que el terme abrasió corneal es refereix més a una lesió per una rascada.

## Tipus
Són causades per traumatismes, especialment amb matèria vegetal, així com lesions químiques, lents de contacte i infeccions. Altres afeccions oculars poden causar úlceres corneals, com ara entropi, distiquiasi, distròfia corneal i queratoconjuntivitis seca (ull sec).
Molts microorganismes poder causar úlcera corneal infecciosa. Entre ells hi ha:
- La queratitis bacteriana és causada per Staphylococcus aureus, Streptococcus viridans, Escherichia coli, Enterococs, Pseudomonas, Nocardia, N. gonorrea i Chlamydia trachomatis, així com molts altres bacteris.
- La queratitis fúngica provoca úlcera corneal profunda i severa. És causada per Aspergillus sp., Fusarium sp., Candida sp., com també Rhizopus, Mucor i altres fongs. La característica típica de la queratitis fúngica és l'aparició lenta i la progressió gradual, on els signes són molt més que els símptomes. Les petites lesions satèl·lits al voltant de l'úlcera són una característica comuna de la queratitis fúngica i normalment es veu un hipopi.
- La queratitis vírica provoca ulceració corneal. És causada amb més freqüència per herpes simple, herpes zòster i adenovirus. També pot ser causat per coronavirus i molts altres virus. El virus de l'herpes causa una úlcera dendrítica, que pot recidivar al llarg de la vida d'un individu.
- La infecció per protozous com Acanthamoeba, la queratitis per Acanthamoeba es caracteritza per un dolor intens i s'associa amb els usuaris de lents de contacte que neden a les piscines.

Les úlceres superficials impliquen la pèrdua d'una part de l'epiteli. Les úlceres profundes s'estenen dins o a través de l'estroma i poden provocar cicatrius greus i perforació corneal. El descemetocele (protrusió de la membrana de Descemet a causa d'un augment de la pressió intraocular) es produeix quan l'úlcera s'estén a través de l'estroma. Aquest tipus d'úlcera és especialment perillós i pot provocar ràpidament la perforació corneal, si no es tracta a temps.
La localització de l'úlcera depèn en part de la causa. Les úlceres centrals solen ser causades per un traumatisme, un ull sec o l'exposició en la paràlisi facial o l'exoftàlmia. L'entropi, l'ull sec greu i la triquiasi (pestanyes tombades endins) poden causar ulceració de la còrnia perifèrica. La malaltia ocular mediada per la immunitat pot causar úlceres a la vora de la còrnia i l'escleròtica. Aquests inclouen l'artritis reumatoide, la rosàcia, l'esclerosi sistèmica que condueixen a un tipus especial d'úlcera corneal anomenada úlcera de Mooren. Té un cràter circumferencial com una depressió de la còrnia, just a l'interior del limbe, generalment amb una vora sobresortint.
Les úlceres corneals refractàries són úlceres superficials que cicatritzen malament i tendeixen a recidivar. També es coneixen com a úlceres indolents o úlceres de Boxer.